# Evasive Action
Evasive Action (titulada: Evasión sin límite en España y Colisión en México) es una película estadounidense de acción y suspenso de 1998, dirigida por Jerry P. Jacobs, escrita por Sean McGinly, Tripp Reed y Brian Rudnick, en la fotografía estuvo Ken Blakey, los protagonistas son Dorian Harewood, Ray Wise y Roy Scheider, entre otros. El filme fue producido por Royal Oaks Entertainment Inc. y se estrenó el 26 de agosto de 1998.

## Sinopsis
La Penitenciaría Federal de Redwood está por cerrar, va a haber cientos de prisioneros para distribuir a otros establecimientos. Los homicidas van a ser llevados en tren a Santa Ana, una nueva cárcel de alta tecnología para los peores criminales.